# Breutelia aciphylla
Breutelia aciphylla är en bladmossart som beskrevs av Georg Friedrich von Jaeger 1875. Breutelia aciphylla ingår i släktet gullhårsmossor, och familjen Bartramiaceae. Inga underarter finns listade i Catalogue of Life.